# VSE Sankt Pölten
VSE St. Pölten (Voith Schwarze Elf St. Pölten) was een Oostenrijkse voetbalclub uit Sankt Pölten, de hoofdstad van de deelstaat Neder-Oostenrijk. 

## Geschiedenis

### Succes
VSE St. Pölten ontstond uit een fusie tussen BSV Voith, Sportklub Schwarze Elf en FC St. Pölten. De club werd wettelijke opvolger van Schwarze Elf dat in 1920 opgericht werd en gebruiktedus ook dat jaar als oprichtingsdatum voor de club.
In 1986/87 werd de club onder de naam VSE St. Pölten-Gablitz kampioen van de Regionalliga Ost en promoveerde zo naar de tweede klasse. Meteen daarna kon de club ook naar de Bundesliga promoveren. In de jaren tachtig was het systeem in de twee hoogste klassen anders. Twaalf clubs speelden eerst een heenronde en de acht besten van de hoogste klasse speelden verder om de titel terwijl de vier slechtste samen met de vier besten van de tweede klasse om promotie en degradatie speelden. VSE werd derde achter LASK Linz en Austria Klagenfurt en promoveerde zo. 
Het volgende seizoen begon de club dus in de hoogste klasse en plaatste zich voor het de kampioeneneindronde maar werd daar laatste. In 1990 deed de club het één plaatsje beter. Het volgende seizoen werd de club laatste en moest nu om het behoud spelen in de midden play-off, daar werd de derde plaats bereikt waardoor het behoud verzekerd werd. De volgende twee seizoenen plaatste de club zich weer voor de kampioenen play-off en in 1993 werd de club zesde, de beste plaats in de clubgeschiedenis. In het seizoen 1993/94 eindigde VSE Sankt Pölten als negende en voorlaatste, waardoor de club was veroordeeld tot het spelen van play-offs promotie/degradatie. Daarin verloor het over twee wedstrijden van FC Linz: 1-2 en 2-3.

### Degradatie
In de tweede klasse startte VSE als grote favoriet en maakte deze rol in het begin van het seizoen waar maar door financiële problemen moest de club uitverkoop houden met de spelers en viel uiteindelijk terug op de zesde plaats. Het volgende seizoen zat de club verwikkeld in een degradatiestrijd maar kon zich uiteindelijk redden. Daarna werd de club weer stabiel en eindigde zesde. In 1997-1998 eindigde VSE negende op vijftien clubs, maar in het volgend seizoen speelden er nog maar tien clubs in de tweede klasse waardoor zes clubs automatisch degradeerden. VSE degradeerde niet rechtstreeks maar moest een barragewedstrijd spelen tegen derdeklasser Wörgl en verloor in de penaltyreeks met 5-6. 

### Fusie en opheffing
In de zomer fuseerde de club met SV Gerasdorf, dat nog in de tweede klasse speelde, en werd zo FCN-SVG St. Pölten. De blauw-zwarte clubkleuren en het prefix VSE gingen hiermee verloren. De nieuwe club streed met Schwarz-Weiß Bregenz om de promotie naar de hoogste klasse maar uiteindelijk werd de club tweede. In het volgende seizoen, 1999-2000, bleek de toestand niet financieel houdbaar na de winterstop. De laatste wedstrijd was tegen WSG Wattens en werd met 3-0 gewonnen. Na de winter werden alle wedstrijden geannuleerd en kreeg de club een 0-3 nederlaag aangesmeerd, behalve tegen Vorwärts Steyr dat ook zijn licentie verloor, daar werd het 0-0. Nadat de club begin 2000 was opgehouden te bestaan, werd in juni van dat jaar de officieuze opvolger SKN St. Pölten opgericht. 